# Långtjärnen (Övre Ulleruds socken, Värmland, 663120-137729)
Långtjärnen är en sjö i Forshaga kommun och Hagfors kommun i Värmland och ingår i Göta älvs huvudavrinningsområde. Sjön har en area på 0,121 kvadratkilometer och ligger 198,6 meter över havet.

## Delavrinningsområde
Långtjärnen ingår i det delavrinningsområde (662834-138057) som SMHI kallar för Utloppet av Gräsmången. Medelhöjden är 224 meter över havet och ytan är 64,85 kvadratkilometer. Räknas de 2 avrinningsområdena uppströms in blir den ackumulerade arean 95,57 kvadratkilometer. Tjärnsälven (Näsälven) som avvattnar avrinningsområdet har biflödesordning 2, vilket innebär att vattnet flödar genom totalt 2 vattendrag innan det når havet efter 302 kilometer. Avrinningsområdet består mestadels av skog (81 procent). Avrinningsområdet har 4,89 kvadratkilometer vattenytor vilket ger det en sjöprocent på 7,5 procent.